# Chocolat (Sängerin)
Chocolat (jap. ja ショコラ, Shokora; * 15. Februar 1978 in Tokio) ist eine japanische Sängerin und ein früheres Model.

## Leben und Wirken
Sie debütierte 1997 unter Epic Records mit der Single Chocolat a la mode. Sie ist ein Zwilling, ihre jüngere Schwester Heaco ist ebenfalls Sängerin. Im Jahre 1998 heiratete sie den Musiker Akito Kayatose von der Band GREAT3 in Hawaii. 2000 wechselte sie zu Warner Bros. und nahm dort die Single Veranda mit ihrem Ehemann unter dem Namen Akito Katayose featuring Chocolat auf. Ab 2005 gründeten sie die Gruppe Chocolat & Akito.

## Diskografie
Alben
- one too many Chocolat (1998)
- Hamster (ハムスター, 1999)
- henry (2001)
- Chocolate Notes (2003)
- Chocolat & Akito (als Chocolat & Akito, 2005)
- Tropical (als Chocolat & Akito, 2007)

Singles
- Chocolat a la mode (ショコラ・ア・ラ・モード, 1997)
- Blue de Happy ga ii Blue Mint Blue (ブルーでハッピーがいい Blue Mint Blue, 1997)
- Twinkle Starberry (1997)
- Fuyu e Sumō (冬へ進もう, 1998)
- Mōhitosu no Ame (もうひとつの雨, 1998)
- Kagami no Yoru (鏡の夜, 1998)
- Baseball and Elvis Presley (ベースボールとエルビス・プレスリー, 1999)
- Fargo (1999)
- Veranda (2000, Akito Katayose feat. Chocolat)
- Roller Girl (2001)

## Videoalben
- Star Mint (1998)
- Chocolat Video (2000)
- Walking in the Park (live, als Chocolat & Akito)